# Beeldenstorm

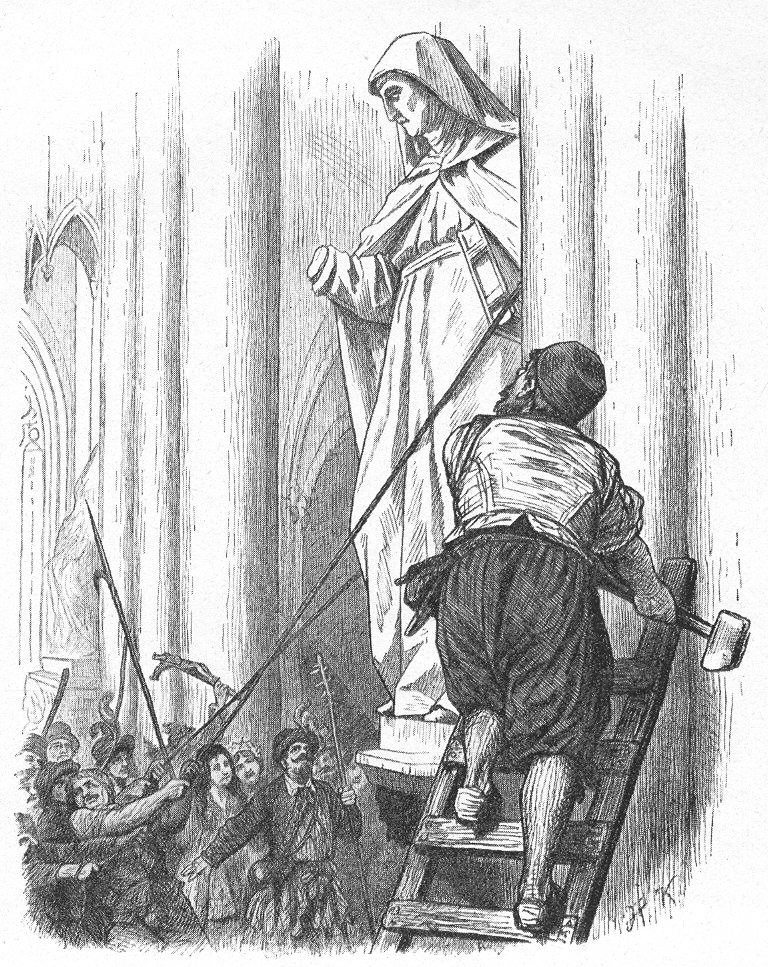
Illustrazione del 1882

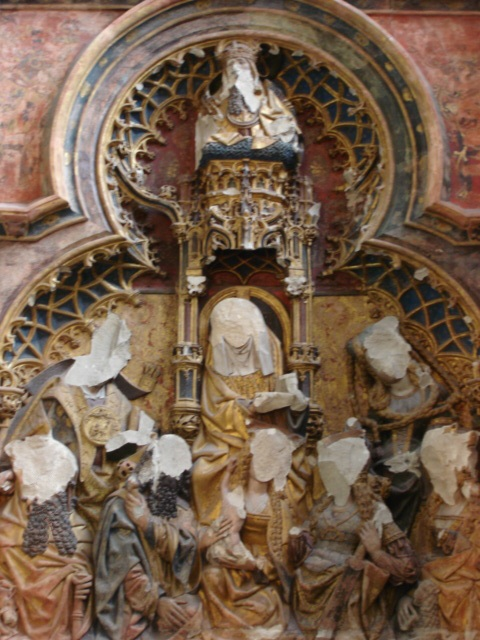
Bassorilievo in una cappella del Duomo di Utrecht con i volti distrutti durante la Beeldenstorm

Il termine beeldenstorm (in olandese: "tempesta delle immagini") indica la distruzione di luoghi sacri cattolici che si verificò tra il 10 agosto e l'ottobre del 1566 nell'area dei Paesi Bassi storici (gli attuali Paesi Bassi, Belgio e Lussemburgo). Il movimento iconoclasta cominciò a Steenvoorde, oggi Fiandra francese. Indirettamente la beeldenstorm portò allo scoppio della Guerra degli ottant'anni e alla creazione della Repubblica delle Sette Province Unite.
Durante la beeldenstorm le folle inferocite distrussero completamente centinaia di chiese cattoliche, cappelle, abbazie e monasteri con tutto ciò che contenevano (altari, statue, fonti battesimali, cori, pulpiti, organi, calici, dipinti, libri e paramenti) e addirittura l'intonaco dell'interno.

## Cause
La beeldenstorm aveva una evidente origine religiosa: in quel periodo si diffuse nei Paesi Bassi il protestantesimo, nella sua confessione calvinista. I calvinisti sono contrari alla venerazione dei santi, che è pratica comune nella Chiesa cattolico-romana. Essi interpretavano in modo rigido i Dieci comandamenti biblici, in particolare la prescrizione di "non farsi immagini di ciò che è in cielo", ed erano irritati dalla fastosa ricchezza all'interno delle chiese. La loro opinione era che l'interno delle chiese dovesse essere il più possibile semplice. A causa dei contrasti religiosi, i protestanti olandesi erano anche chiamati keffers, dall'arabo kaffir, infedele, termine usato per indicare gli atei.
Oltre alle cause religiose, ci sono però anche cause politiche e sociali. I nobili erano molto irritati dalla reggente Margherita d'Austria, governatrice dei Paesi Bassi. Margherita era solita regolare le questioni importanti senza la partecipazione della nobiltà, ma poi dava loro la responsabilità dell'esecuzione delle decisioni. Quando i nobili si lamentarono di questa situazione, sembrò che la loro protesta non fosse presa sul serio.
La terza causa della beeldenstorm sta nelle tensioni sociali di quell'epoca. I calvinisti erano perseguitati in sempre più paesi e anche nei Paesi Bassi dominava la paura che stesse per verificarsi una massiccia persecuzione. Molti nobili e contadini pensavano anche che a loro toccasse pagare troppe tasse, mentre altri non erano gravati da nessuna tassa. Ad inasprire la situazione fu la carestia che colpì i Paesi Bassi nel 1566: dopo un inverno molto rigido i raccolti erano magri e non si poteva importare grano. La popolazione affamata guardava con odio e rabbia crescente la ricchezza delle chiese.

## Avvenimenti

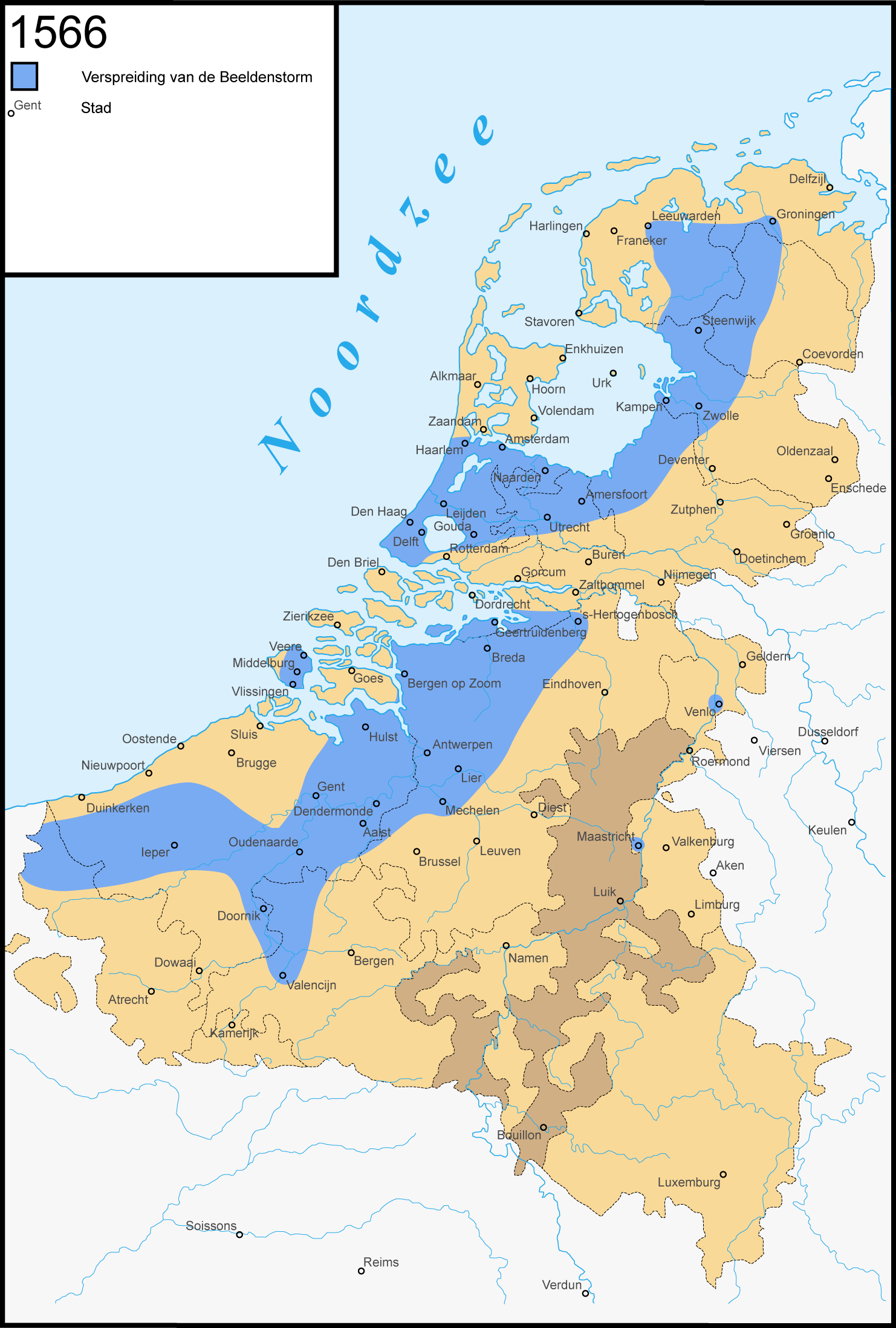
Area di diffusione della beeldenstorm.

La beeldenstorm nei Paesi Bassi certo non fu la prima in Europa. Precedentemente si erano verificati episodi di iconoclastia in città come Wittenberg (1522), Zurigo (1523), Copenaghen (1530), Münster (1534), Ginevra (1535), Augusta (1537) e in Scozia (1559).
La beeldenstorm nei Paesi Bassi si articolò in tre fasi. 
- Nella prima fase, che durò dal 10 al 18 agosto, furono distrutte le chiese del Westkwartier, la zona sud-occidentale della contea di Fiandra, in città come
  - Veurne,
  - Ieper,
  - Wervik,
  - Warneton (Waasten),
  - Bailleul (Belle),
  - Bergues (Sint-Winoksbergen),
  - Cassel (Kassel),
  - Bourbourg (Broekburg)

L'epicentro fu Steenvoorde.
- La seconda fase (dal 20 agosto al 27 agosto 1566) ebbe luogo nella zona intorno al fiume Schelda
  - Anversa (Antwerpen) il 20 agosto
  - Oudenaarde
  - Gand (Gent) Qui furono provocati i danni maggiori. Qui gli iconoclasti spazzarono via, in 24 ore, ben sette chiese parrocchiali, una chiesa collegiale, venticinque monasteri, dieci ospizi e sette cappelle.
  - Amsterdam,
  - Breda,
  - Boscoducale ('s-Hertogenbosch),
  - Middelburg
  - Delft.
  - Leida (Leiden)

- Nella terza fase (settembre e inizio ottobre 1566) furono distrutte soprattutto le chiese lungo i grandi fiumi olandesi. La terza fase si distingue dalle altre due perché fu più organizzata e vide come protagonista la popolazione locale, a cui si unirono i nobili.

## Conseguenze

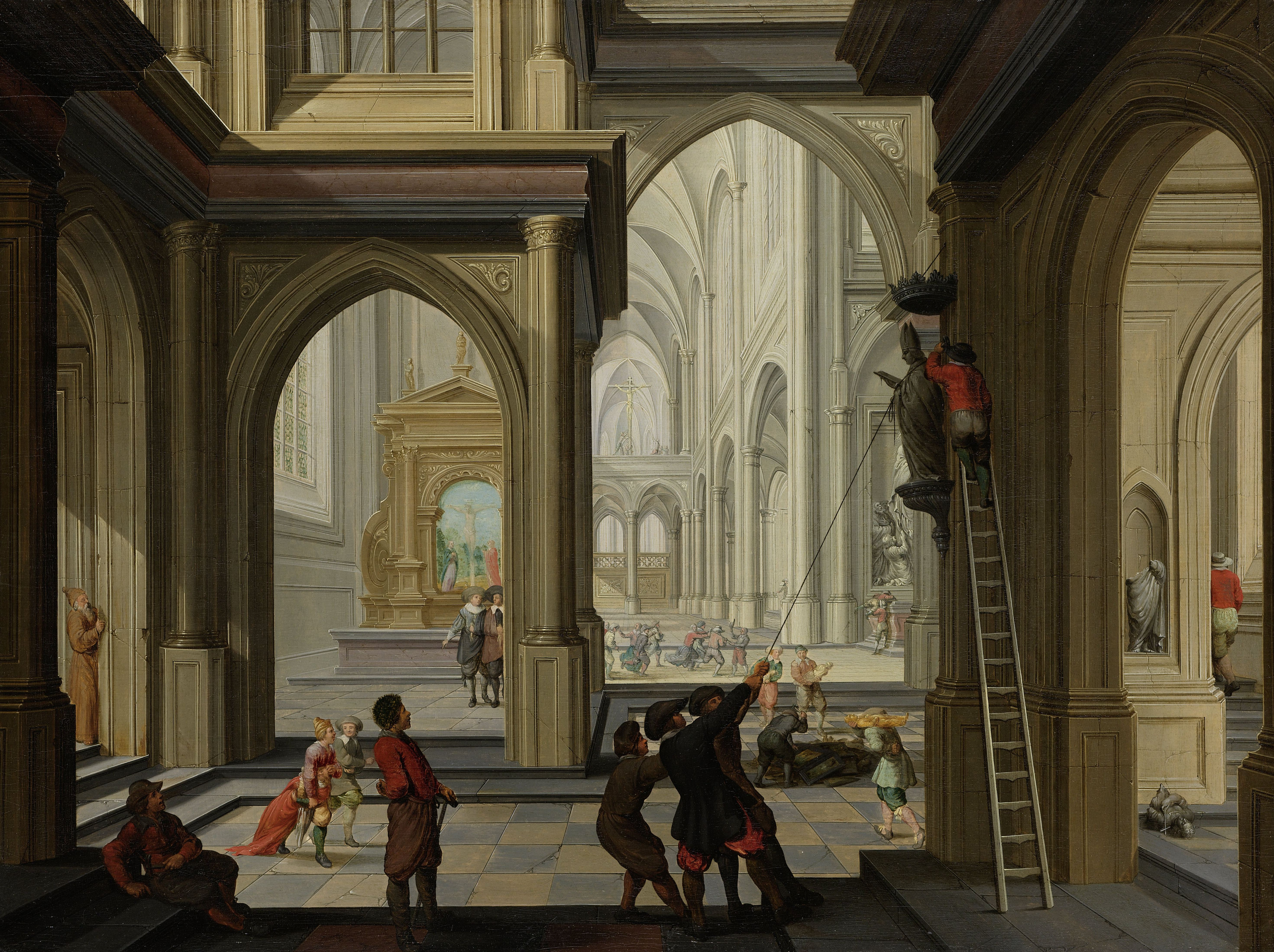
De Beeldenstorm, dipinto di Dirck van Delen (1630)

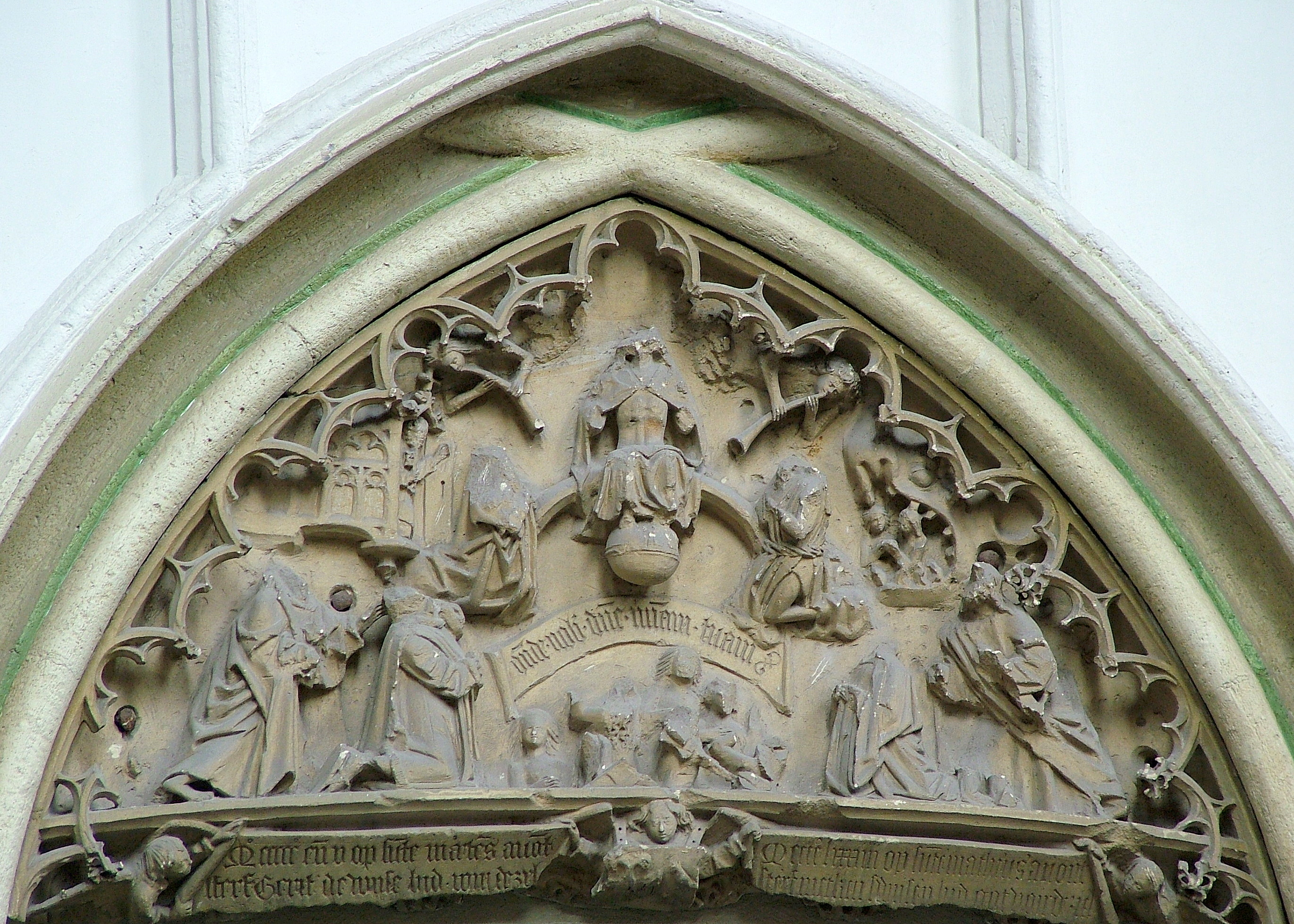
Chiesa di Santo Stefano a Nimega: Lapide in memoria dello zio e della zia di Pietro Canisio, adorazione dei magi. Le teste furono distrutte durante la beeldenstorm.

Filippo II di Spagna voleva vendicarsi dei calvinisti e inviò nei Paesi Bassi Fernando Álvarez de Toledo, duca di Alba. Il Duca liberò la governatrice Margherita d'Austria e mise in atto i tre ordini di Filippo II, e cioè punire i ribelli, fare in modo che nei Paesi Bassi fosse professata solo la fede cattolica e instaurare un governo centralizzato. In pratica questo corrispondeva a una punizione degli iconoclasti, la creazione di nuovi vescovati in determinate diocesi e l'applicazione delle decisioni del Concilio di Trento. 
Ma il suo rivale Guglielmo d'Orange (che aveva vasti possedimenti nei Paesi Bassi) si oppose alla politica di Filippo II, perché i suoi ideali erano unità politica e più indipendenza per i Paesi Bassi, oltre a un clima di tolleranza tra cattolici e protestanti. Guglielmo d'Orange si recò a Nassau e lì organizzò una rivolta contro Filippo. Questa rivolta in seguito fu chiamata Guerra degli ottant'anni. Non erano solo i nobili e i protestanti a non volere il duca di Alba, anche tra i cattolici il "Duca di ferro" non riscuoteva molte simpatie.